# Alchemilla cheirochlora
Alchemilla cheirochlora es una especie de planta del género Alchemilla, perteneciente a la familia Rosaceae.

## Taxonomía
Alchemilla cheirochlora fue descrita por Serguéi Yuzepchuk en 1951.

## Distribución
Se encuentra en el territorio de Europa Oriental hasta el oeste de Siberia.